# 大海陀国家级自然保护区
40°34′57″N 115°43′23″E / 40.582573°N 115.723055°E
大海陀国家级自然保护区，位于河北省赤城县境内，面积1120.5公顷，位于海拔2241米的海陀山西侧以及主峰大海陀山北侧，西起石佛山东端尽头的苦菜梁坑，东至黑山沟南尖头。该保护区是山地森林生态系统类型。大海坨自然保护区与位于北京市延庆县的松山国家级自然保护区连成一体。大海坨自然保护区始建于1999年7月1日。